# Капкан (журнал)
Капкан (чув. Капкӑн) — литературно-художественный иллюстрированный журнал сатиры и юмора, издававшийся в Чебоксарах (Чувашская Республика) с 1925 по 2017 год.

## История
Как рассказал в интервью корреспонденту журнала «Крокодил» редактор «Капкана» Николай Максимов, название было придумано первым редактором — чувашским писателем Иваном Мучи. В редакцию пришёл охотник, в руках которого был капкан: «Тут-то и осенило редактора: «Назовём журнал „Капкан“, а?»
Начал выходить с марта 1925 года (вышло 10 номеров до конца года). Журнал начал издаваться на чувашском языке бесплатным приложением к газете «Канаш». Редактировал его Аркадий Золотов, работавший в газете ответственным секретарём. В течение 1926—1931 годов издавался 2 раза в месяц, с 1932 года — ежемесячно, начиная с 1938 года выходил непериодично.
В 1933—34 годы печатались специальные номера-приложения, приуроченные к важным хозяйственным работам: «Капкӑн акара» («Капкӑн» на севе), «Капкӑн вырмара» («Капкӑн» на жатве) и т. д. Тираж в довоенные годы колебался от 3 до 10 тыс. экз. В октябре 1940 года издание прекратилось.
Снова возрождается в августе 1956 года с периодичностью 2 раза в месяц. Большую роль в создании журнала и в организационном сплочении вокруг него сатириков и юмористов Чувашии в довоенные годы сыграл чувашский писатель-сатирик Иван Мучи (И. И. Илларионов).
В 1966—92 годы выпускается литературное приложение «Капкан библиотеки» (Библиотека «Капкӑна»).
В марте 1992 года журнал начинает издаваться на чувашском и русском языках.
С 2004 года «Капкан» выпускался Издательским домом «Хыпар», с 2007 года — Издательским домом «Хресчен сасси». Перестал выходить в 2017 году.

## Редакция журнала
Редакторами были Н. Я. Золотов, А. И. Золотов, Г. Т. Титов, А. В. Васильев, И. П. Павлов-Пионер, Р. О. Малютин, П. Е. Александров, В. Я. Яковлев (Тоймак), Г. В. Луч, В. Н. Николаев, Ю. С. Михайлов, П. И. Иванов и другие.
В состав редколлегии в разное время входили Л. Я. Агаков, И. М. Алтын-Баш, Ф. Е. Афанасьев, И. И. Илларионов (Иван Мучи), Н. И. Никитин, Н. Н. Сверчков, С. А. Шавлы и другие. В 1963 году в состав редколлегии входили Н. М. Волков, А. С. Канюкова, М. Д. Ухсай, О. И. Филиппов, А. А. Эсхель, Г. Я. Яковлев.

## Авторы публикаций
С первых же номеров с журналом активно сотрудничают чувашские писатели М. Аттай, Н. Васянка, Н. Евдокимов, И. Ефимов-Тахти, С. Лашман, Ф. Павлов, И. Тукташ, С. Фомин, С. Шантак, A. Этмень и другие. Особую выразительность журналу придавали карикатуры, шаржи и смешные зарисовки B. Макарова, Н. Мясникова, В. Филиппова, Г. Харлампиева.
Кроме указанных авторов активное участие в журнале принимают сатирики Н. Айзман, В. Алагер, В. Алендей, В. Грибанов, Т. Иванов-Тазюк, А. Калган, П. Крысин, В. Михайлов, Ю. Мишши, Н. Пушкин, М. Ухсай, П. Ялгир, Л. Янгай и другие. В художественном отделе сотрудничают В. Агеев, А. Быков, П. Дмитриев, В. Емельянов, В. Ермолаев, М. Жолобов, Г. Петухов, П. Сизов, И. Скворцов, Г. Яковлев, Н. Яковлев.